# آلان بيوي
آلان بيوي (بالفرنسية: Alain Bui)‏ هو عميد فرنسي، ولد في 1969.